# Conte Castle Stewart
Conte Castle Stewart è un titolo nobiliare inglese nella Parìa d'Irlanda.

## Storia
Il titolo venne creato nel 1800 per Andrew Thomas Stewart, IX barone Castle Stewart.
I conti di Castle Stewart pretendevano di rappresentare la linea maschile pura della casata reale degli Stuart di Scozia. Essi discendono infatti direttamente da sir Walter Stewart (m. 1425) castellano del Castellano di Dumbarton, figlio minore di Murdoch Stewart, II duca di Albany, figlio di Robert Stewart, I duca di Albany, a sua volta figlio di Roberto II di Scozia. Uno dei figli di sir Walter, Andrew Stuart, venne creato Lord Avandale (o Avondale) nel 1459 e divenne Lord Cancelliere di Scozia dal 1460 al 1482. Un altro figlio, Walter Stewart, divenne barone feudale di Morphie e venne legittimato nel 1479. Suo nipote, Andrew Stewart, venne creato Lord Avondale nel 1499 circa, con una ripresa del titolo che si era estinto alla morte del suo prozio nel 1488. Andrew, lord Avondale, fu uno dei molti pari di Scozia che morirono nella Battaglia di Flodden nel 1513.
Il figlio primogenito di lord Avondale (ucciso nel 1513), Andrew Stewart, II lord Avondale, scambiò la signoria di Avondale con sir James Hamilton per quella di (vedi Lord Ochiltree per la storia di questo titolo) con un atto del parlamento del 1542, divenendo pertanto Lord Stuart di Ochiltree. Venne succeduto da suo figlio, Andrew Stewart, II lord Ochiltree. Suo figlio, Andrew Stuart, I barone Castle Stuart gli succedette come III lord Ochiltree e divenne primo Gentleman of the Bedchamber di Giacomo VI. Per rimpinguare le sue finanze, nel 1615 vendette la baronìa feudale di Ochiltree ed i propri titoli al proprio primo cugino, sir James Stuart, figlio di James Stewart, conte di Arran, figlio minore del II lord Ochiltree.
Come compensazione per la perdita del titolo, nel 1619 il re creò il precedente III lord Ochiltree col nuovo titolo di Barone Castle Stuart nella Parìa d'Irlanda. Nel 1611, si era insediato nell'Ulster dove aveva acquisito 3.000 acri (12 km²) di terra nella Contea di Tyrone. Questi venne succeduto da suo figlio, il II barone, Andrew Stuart (1590–1639), che un anno prima della morte di suo padre era stato creato nel Baronetto nel Baronettaggio di Nuova Scozia. Il II barone portò la sua abitazione al Castello di Roughan e fu il fondatore del vicino villaggio di Stewartstown. Suo figlio primogenito, sir Andrew Stewart II baronetto, divenne III barone e governatore di Fort Falkland nella Contea di Offaly combattendo contro i realisti nella Guerra civile inglese. Egli fu padre di una figlia, Mary, sua sola erede. Questa sposò Henry Howard, V conte di Suffolk, e la maggior parte dei possedimenti degli Stewart in Irlanda passarono a lui. Il titolo di Barone Castle Stewart passò al fratello di sir Andrew, Josias Stewart, che però morì senza eredi. Alla morte del IV barone, suo zio John Stewart (m.1685) gli succedette come V barone. Dopo la morte di John, il titolo passò a suo nipote, Robert Stewart (1646–1686) di Irry nella Contea di Tyrone, figlio primogenito di Robert Stewart di Irry, figlio terzogenito di Andrew Stuart, I barone Castle Stuart. Il VI barone Castle Stewart era padre di Andrew Stewart (1672–1715), il quale durante le guerre della rivoluzione venne portato in Scozia. All'età di dodici anni divenne erede del titolo di barone Castle Stewart come VII barone de jure dal momento che decise di non fare più ritorno in Irlanda, rimanendo a Irry, nella Stuart Hall, da lui fatta costruire presso Stewartstown. Suo figlio, Robert Stewart (1700–1742) di Stuart Hall, per le medesime ragioni del padre, scelse di non tornare in Irlanda. Dopo essere rimasto dormiente per 88 anni, il titolo di barone Castle Stewart venne reclamato da Andrew Thomas Stewart (1725–1809) di Stuart Hall, figlio primogenito dell'VIII barone de jure. Questi nel 1774 inviò una petizione al re che la accolse e lo riconobbe ufficialmente come IX barone Castle Stewart. Nel 1793 venne creato I visconte Castle Stuart e nel 1800 venne creato I conte Castle Stewart sempre nella Parìa d'Irlanda.
Lord Castle Stewart venne battezzato Andrew Thomas Stewart-Moore. Moore era il nome da nubile della bisnonna di suo padre, Anne (Moore) Stewart, figlia di William Moore di Garvey, cugino di primo grado del I Conte di Clanbrassil. Egli assunse il cognome Stuart per licenza reale nel 1775 e venne succeduto poi dal figlio primogenito, il II conte. Il figlio primogenito, il III conte, morì senza eredi e venne succeduto dal fratello minore, il IV conte. Il suo unico figlio, il V conte, assunse nel 1867 per licenza reale anche il cognome di Richardson (quello del suocero). Morì senza eredi maschi e venne pertanto succeduto dal suo cugino di primo grado, il VI conte, il quale era il figlio secondogenito ma primo tra i sopravvissuti del reverendo Andrew Godfrey Stuart, figlio quartogenito del II conte. I suoi due fratelli maggiori vennero entrambi uccisi durante la prima guerra mondiale ed egli venne succeduto dal figlio, il VII conte, nel 1921. Questi rappresentò la costituente di Harborough nella camera dei comuni come unionista. Sposò Eleanor May Guggenheim (figlia primogenita di Irene Guggenheim (nata Rothschild) e di Solomon R Guggenheim) nel dicembre del 1920. La coppia ebbe quattro figli. I primi due figli vennero entrambi uccisi nel corso della seconda guerra mondiale. Attualmente il titolo è passato al figlio terzogenito, l'VIII conte, il quale è succeduto al padre nel 1961.
La sede della famiglia è Stuart Hall, presso Stewartstown, nella Contea di Tyrone.

## Lords Avandale (c. 1499)
- Andrew Stewart, I lord Avondale (died 1513)
- Andrew Stewart, I lord Avondale (m. 1548) (scambiò la signoria e divenne Lord Stuart di Ochiltrie dal 1542)

## Lords Stuart di Ochiltree (1542)
- Andrew Stewart, I lord Ochiltree (m. 1548)
- Andrew Stewart, II lord Ochiltree (circa 1521–1591)
- Andrew Stewart, III lord Ochiltree (1560–1629) (diede le dimissioni dalla signoria nel 1615 e venne creato Barone Castle Stewart nel 1619)

## Baroni Castle Stewart (1619)
- Andrew Stuart, I barone Castle Stuart (1560–1629)
- Andrew Stewart, II barone Castle Stewart (m. 1639)
- Andrew Stewart, III barone Castle Stewart (m. 1650)
- Josias Stewart, IV barone Castle Stewart (m. 1662)
- John Stewart, V barone Castle Stewart (m. 1685)
- Robert Stewart, VI barone Castle Stewart (m. 1686) (dormiente dal 1686)
- Andrew Stewart, ''de jure'' VII barone Castle Stewart (1672–1715)
- Robert Stewart, ''de jure'' VIII barone Castle Stewart (1700–1742)
- Andrew Thomas Stewart, IX barone Castle Stewart (1725–1809) (reclamato nel 1774; creato Conte Castle Stewart nel 1800)

## Conti Castle Stewart (1800)
- Andrew Thomas Stuart, I conte Castle Stewart (1725–1809)
- Robert Stuart, II conte Castle Stewart (1784–1854)
- Edward Stuart, III conte Castle Stewart (1807–1857)
- Charles Knox Stuart, IV conte Castle Stewart (1810–1874)
- Henry James Stuart-Richardson, V conte Castle Stewart (1837–1914)
- Andrew John Stuart, VI conte Castle Stewart (1841–1921)
- Arthur Stuart, VII conte Castle Stewart (1889–1961)
- Arthur Patrick Avondale Stuart, VIII conte Castle Stewart (n. 1928)

L'erede apparente è il figlio dell'attuale detentore del titolo, Andrew Richard Charles Stuart, visconte Stuart (n. 1953).